# Estefanía Esparza
Estefanía Glasfira Esparza Reyes (Temuco, 19 de junio de 1983) es una abogada y académica chilena que durante el año 2023 actuó como integrante del Comité Técnico de Admisibilidad, órgano arbitral del proceso constituyente chileno de 2023.

## Biografía
Estudió derecho en la Universidad Católica de Temuco, estudiando con posterioridad un Diploma de Estudios Avanzados y un doctorado en derecho constitucional en la Universidad de Castilla-La Mancha en España, habiendo seguido posteriormente también cursos de especialización en docencia universitaria.
Su trayectoria profesional se ha desarrollado tanto en el ámbito académico como en el ámbito público. Desde 2015 se desempeña como académica en la Universidad de La Frontera, casa de estudios en la que dicta las cátedras de derecho constitucional y de derecho antidiscriminatorio, además de ejercer como presidenta del Comité de Ética Científica y como directora de su Departamento de Ciencias Jurídicas desde enero de 2024. También ha sido integrante del consejo consultivo del Instituto Nacional de Derechos Humanos y actuado como perita en procesos seguidos ante la Corte Interamericana de Derechos Humanos, además de ser integrante del directorio de la Asociación Chilena de Derecho Constitucional. En el sector público se desempeñó también como abogada en la Corporación de Asistencia Judicial de Aysén, en el Servicio Nacional de la Discapacidad, en el Servicio Nacional del Adulto Mayor y en la Oficina de Protección de Derechos de Coyhaique.
Fue propuesta como integrante del Comité Técnico de Admisibilidad por el centroizquierdista Partido Radical, partido del cual es militante, siendo ratificado por el Senado el 25 de enero de 2023.

## Publicaciones
- La Igualdad como no subordinación. Una propuesta de interpretación constitucional (Valencia: Tirant lo Blanch, 2018). ISBN 978-8-4914-3548-8.
- Mujeres y Derecho público, coordinadora, junto a Sandra Ponce de León Salucci (Valencia: Tirant lo Blanch, 2021). ISBN 978-8-4137-8734-3.